# Нана Гладуиш
Нана Гладуиш, родена Нана Стефанова, е българска телевизионна водеща. На телевизионната аудитория става известна с предаванията „Сблъсък“ и „@. Знам“ (кльомба точка знам) по bTV, а години по-късно се утвърждава като водеща със „Станция Нова“ и „Съдебен спор“ по Нова телевизия.

## Биография
Нана Гладуиш е родена на 6 април 1974 г. във Варна с фамилно име Стефанова. Своето образование започва в музикалното училище във Варна и завършва през 1993 г. Тя обаче не вижда възможно развитието си като музикант и започва работа в Радио Варна и Радио Bravo FM. След известно време изявява желание да учи отново и записва поведенчески и социални науки в Нов български университет, но се преориентира към политика и масови комуникации. В крайна сметка не завършва и днес дори не е запозната със статута на студентските си права.
Дебюта си на малък екран осъществява в телевизия ММ, чийто програмен мениджър става впоследствие. Професионалният ѝ път минава и през радиостанциите „Тангра“ и „Витоша“. Води предаването „@.Знам“ по частната bTV, с което си спечелва сърцата на малките зрители: в предаването носи вързана на опашка коса, облечена е в гащеризон и раздава награди за верни отговори. В предаването „Сблъсък“ по същата телевизия, което също се радва на зрителски интерес, журира позициите на „враждуващите“ лагери. Решава да се премести в „Станция Нова“ на Нова телевизия, където остава до 2023 г. като водеща на реалити предаването „Съдебен спор“.

### Връзка с Джонатан Гладуиш
През 2005 г. се запознава със седемнадесет години по-възрастния Джонатан Гладуиш на барбекю по случай Деня на независимостта в резиденция „Лозенец“. Нана получава предложение за брак година и половина след запознанството им, което приема след едноседмично обмисляне. Следва пътуване към Варна, където Джонатан иска ръката на Нана от баща ѝ, като се обръща към него с предварително отрепетирана реч на български език. Сватбената им церемония се състои на датата 1 април 2007 г. между две предавания на „Сблъсък“, като по искане на булката това става в присъствието на само двама свидетели. „Аз не обичам сватбите с всичките мурафети и традиции, не обичам даже да ходя на сватби“, споделя тя. През 2009 г. им се ражда син, когото кръщават Джейсън.

### Борба с рака на гърдата
През 2012 г. Нана споделя в ефир за болестта си. Към онзи момент лекарите не са успели да установят къде се намира ракът. След неуспешна интервенция в Израел се доверява на българските лекари, които все пак успяват да я излекуват. Оказва се, че туморът се намира в гърдата ѝ и е премахнат чрез лека интервенция. Назначена ѝ е лъчетерапия, която да подсигури пълното възстановяване на известната водеща. По-късно започва да приема укрепващи медикаменти и не изпитва болки, а скоро състоянието ѝ вече е стабилизирано. За нея лекарите казват: „С нея се случва наистина чудо – организмът ѝ е здрав, няма и помен от ракови клетки“. И отново рак на гърдата, но на другата гърда. Това съобщи Нана в предаването си.